# Matteo Ferrari
Matteo Ferrari (Aflou, 5 dicembre 1979) è un ex calciatore italiano, di ruolo difensore.

## Biografia
Nato in Algeria da padre italiano e madre guineana.
È stato fidanzato con la modella e showgirl Aída Yéspica, che gli ha dato un figlio, Aron, nato il 27 novembre 2008.

## Carriera

### Club
Incomincia la sua carriera nelle giovanili della SPAL, allora in Serie B. In seguito viene notato dall'Inter e portato nel proprio settore giovanile, prima di girarlo in prestito al Genoa, al Lecce e al Bari.
Torna, poi, all'Inter, dove riuscirà a registrare 19 presenze in Serie A; al termine della stagione viene prima dato in prestito e poi ceduto a titolo definitivo al Parma, squadra dove esplode e riesce a conquistare le sue prime convocazioni in Nazionale.
Il 5 agosto 2004 il giocatore passa alla Roma, dove rimane una stagione; l'anno dopo, la società capitolina lo cede in prestito all'Everton, che però a fine stagione rinuncia ad esercitare il diritto di riscatto. Il giocatore viene, quindi, reintegrato nella rosa giallorossa. Nella stagione 2006-2007 l'allenatore Luciano Spalletti gli dà fiducia e nella stagione 2007-2008, pur incominciando come riserva, colleziona comunque molte presenze anche a causa di vari infortuni capitati agli altri centrali di difesa.
Nell'estate del 2008 si accasa a parametro zero al Genoa, dove disputa una buona stagione.
Il 7 luglio 2009, durante il mercato estivo, viene acquistato dal Beşiktaş per 5 milioni di euro. Ha vinto il suo primo trofeo col club turco, la Coppa di Turchia, nel 2011. Il 21 agosto 2011 rescinde il contratto con la società turca; l'ufficialità viene data il 19 ottobre 2011.
Il 15 febbraio 2012 incomincia un periodo di prova con il Montréal Impact. Il 17 febbraio la squadra Canadese ufficializza il suo ingaggio a titolo definitivo. Il 10 marzo fa il suo esordio nella Major League Soccer nella partita contro i Whitecaps.

### Nazionale
Di nascita algerina, con padre italiano e madre guineana, Ferrari scelse di giocare con la Nazionale italiana fin dalle giovanili: Under-15, Under-16, 17 e Under-20. Nel 2000 vinse il campionato europeo Under-21 con la Nazionale italiana di categoria.

#### Nazionale olimpica
Ha partecipato ai Giochi olimpici del 2000 (come rappresentante dell'Under-21) e del 2004 (come fuoriquota). Nelle prime la squadra italiana dopo un buon primo turno uscì ai quarti di finale per mano della Spagna, nelle seconde si aggiudicò la medaglia di bronzo dopo aver perso la semifinale con l'Argentina (poi vincitrice del torneo) e vinto la finalina per il terzo e quarto posto contro l'Iraq.

#### Nazionale maggiore
Esordisce in Nazionale maggiore il 20 novembre 2002 in Italia-Turchia (1-1), sotto la direzione del ct Giovanni Trapattoni. In totale sono 11 gli incontri disputati in Nazionale, l'ultimo dei quali il 30 maggio 2004 a Tunisi, in Tunisia-Italia (0-4). Ha preso parte, senza giocare, all'Europeo 2004, nel quale gli Azzurri furono eliminati nella prima fase.

## Statistiche

### Presenze e reti nei club
Statistiche aggiornate al 12 agosto 2014.
| Stagione               | Squadra                | Campionato             | Campionato | Campionato | Coppe nazionali | Coppe nazionali | Coppe nazionali | Coppe continentali | Coppe continentali | Coppe continentali | Altre coppe | Altre coppe | Altre coppe | Totale | Totale |
| Stagione               | Squadra                | Comp                   | Pres       | Reti       | Comp            | Pres            | Reti            | Comp               | Pres               | Reti               | Comp        | Pres        | Reti        | Pres   | Reti   |
| ---------------------- | ---------------------- | ---------------------- | ---------- | ---------- | --------------- | --------------- | --------------- | ------------------ | ------------------ | ------------------ | ----------- | ----------- | ----------- | ------ | ------ |
| 1996-1997              | Inter                  | A                      | 0          | 0          | CI              | 0               | 0               | CU                 | 0                  | 0                  | -           | -           | -           | 0      | 0      |
| lug.-nov. 1997         | Inter                  | A                      | 0          | 0          | CI              | 0               | 0               | CU                 | 0                  | 0                  | -           | -           | -           | 0      | 0      |
| 1997-1998              | Genoa                  | B                      | 3          | 0          | CI              | 0               | 0               | -                  | -                  | -                  | -           | -           | -           | 3      | 0      |
| 1998-1999              | Lecce                  | B                      | 14         | 0          | CI              | 2               | 1               | -                  | -                  | -                  | -           | -           | -           | 17     | 1      |
| 1999-2000              | Bari                   | A                      | 26         | 0          | CI              | 2               | 0               | -                  | -                  | -                  | -           | -           | -           | 28     | 0      |
| 2000-2001              | Inter                  | A                      | 19         | 0          | CI              | 1               | 0               | CU                 | 7                  | 0                  | SI          | 0           | 0           | 27     | 0      |
| Totale Inter           | Totale Inter           | Totale Inter           | 19         | 0          |                 | 1               | 0               |                    | 7                  | 0                  |             | 0           | 0           | 27     | 0      |
| 2001-2002              | Parma                  | A                      | 16         | 0          | CI              | 4               | 0               | CU                 | 4                  | 0                  | -           | -           | -           | 24     | 0      |
| 2002-2003              | Parma                  | A                      | 32         | 2          | CI              | 1               | 0               | CU                 | 4                  | 0                  | -           | -           | -           | 37     | 2      |
| 2003-2004              | Parma                  | A                      | 33         | 1          | CI              | 2               | 0               | CU                 | 6                  | 0                  | -           | -           | -           | 41     | 0      |
| Totale Parma           | Totale Parma           | Totale Parma           | 81         | 2          |                 | 7               | 0               |                    | 14                 | 0                  |             | -           | -           | 102    | 2      |
| 2004-2005              | Roma                   | A                      | 35         | 0          | CI              | 7               | 0               | UCL                | 4                  | 0                  | -           | -           | -           | 46     | 0      |
| 2005-2006              | Everton                | PL                     | 8          | 0          | FAC+LC          | 3+1             | 0               | CU                 | 1                  | 0                  | -           | -           | -           | 13     | 0      |
| 2006-2007              | Roma                   | A                      | 27         | 2          | CI              | 6               | 0               | UCL                | 6                  | 0                  | SI          | 0           | 0           | 39     | 2      |
| 2007-2008              | Roma                   | A                      | 16         | 0          | CI              | 2               | 0               | UCL                | 5                  | 0                  | SI          | 0           | 0           | 23     | 0      |
| Totale Roma            | Totale Roma            | Totale Roma            | 78         | 2          |                 | 15              | 0               |                    | 15                 | 0                  |             | 0           | 0           | 108    | 2      |
| 2008-2009              | Genoa                  | A                      | 33         | 0          | CI              | 2               | 0               | -                  | -                  | -                  | -           | -           | -           | 35     | 0      |
| Totale Genoa           | Totale Genoa           | Totale Genoa           | 36         | 0          |                 | 2               | 0               |                    | -                  | -                  |             | -           | -           | 38     | 0      |
| 2009-2010              | Beşiktaş               | SL                     | 23         | 0          | CT              | 0               | 0               | UCL                | 6                  | 0                  | ST          | 1           | 0           | 30     | 0      |
| 2010-2011              | Beşiktaş               | SL                     | 7          | 0          | CT              | 0               | 0               | UEL                | 9                  | 0                  | -           | -           | -           | 16     | 0      |
| Totale Beşiktaş        | Totale Beşiktaş        | Totale Beşiktaş        | 30         | 0          |                 | 0               | 0               |                    | 15                 | 0                  |             | 1           | 0           | 46     | 0      |
| 2012                   | Montréal Impact        | MLS                    | 25         | 0          | CC              | 2               | 0               | -                  | -                  | -                  | -           | -           | -           | 27     | 0      |
| 2013                   | Montréal Impact        | MLS                    | 31+1       | 1          | CC              | 2               | 0               | CCL                | 2                  | 0                  | -           | -           | -           | 36     | 1      |
| 2014                   | Montréal Impact        | MLS                    | 25         | 0          | CC              | 0               | 0               | CCL                | 4                  | 0                  | -           | -           | -           | 29     | 0      |
| Totale Montréal Impact | Totale Montréal Impact | Totale Montréal Impact | 81+1       | 1          |                 | 4               | 0               |                    | 6                  | 0                  |             | -           | -           | 92     | 1      |
| Totale carriera        | Totale carriera        | Totale carriera        | 362        | 5          |                 | 37              | 1               |                    | 55                 | 0                  |             | 1           | 0           | 455    | 6      |

### Cronologia presenze e reti in nazionale
| Cronologia completa delle presenze e delle reti in nazionale ― Italia | Cronologia completa delle presenze e delle reti in nazionale ― Italia | Cronologia completa delle presenze e delle reti in nazionale ― Italia | Cronologia completa delle presenze e delle reti in nazionale ― Italia | Cronologia completa delle presenze e delle reti in nazionale ― Italia | Cronologia completa delle presenze e delle reti in nazionale ― Italia | Cronologia completa delle presenze e delle reti in nazionale ― Italia | Cronologia completa delle presenze e delle reti in nazionale ― Italia |
| Data                                                                  | Città                                                                 | In casa                                                               | Risultato                                                             | Ospiti                                                                | Competizione                                                          | Reti                                                                  | Note                                                                  |
| --------------------------------------------------------------------- | --------------------------------------------------------------------- | --------------------------------------------------------------------- | --------------------------------------------------------------------- | --------------------------------------------------------------------- | --------------------------------------------------------------------- | --------------------------------------------------------------------- | --------------------------------------------------------------------- |
| 20-11-2002                                                            | Pescara                                                               | Italia                                                                | 1 – 1                                                                 | Turchia                                                               | Amichevole                                                            | -                                                                     | 78’                                                                   |
| 30-4-2003                                                             | Ginevra                                                               | Svizzera                                                              | 1 – 2                                                                 | Italia                                                                | Amichevole                                                            | -                                                                     |                                                                       |
| 3-6-2003                                                              | Campobasso                                                            | Italia                                                                | 2 – 0                                                                 | Irlanda del Nord                                                      | Amichevole                                                            | -                                                                     | 46’                                                                   |
| 20-8-2003                                                             | Stoccarda                                                             | Germania                                                              | 0 – 1                                                                 | Italia                                                                | Amichevole                                                            | -                                                                     | 79’                                                                   |
| 11-10-2003                                                            | Reggio Calabria                                                       | Italia                                                                | 4 – 0                                                                 | Azerbaigian                                                           | Qual. Euro 2004                                                       | -                                                                     | 76’                                                                   |
| 12-11-2003                                                            | Varsavia                                                              | Polonia                                                               | 3 – 1                                                                 | Italia                                                                | Amichevole                                                            | -                                                                     | 90’                                                                   |
| 16-11-2003                                                            | Ancona                                                                | Italia                                                                | 1 – 0                                                                 | Romania                                                               | Amichevole                                                            | -                                                                     |                                                                       |
| 18-2-2004                                                             | Palermo                                                               | Italia                                                                | 2 – 2                                                                 | Rep. Ceca                                                             | Amichevole                                                            | -                                                                     | 46’                                                                   |
| 31-3-2004                                                             | Braga                                                                 | Portogallo                                                            | 1 – 2                                                                 | Italia                                                                | Amichevole                                                            | -                                                                     |                                                                       |
| 28-4-2004                                                             | Genova                                                                | Italia                                                                | 1 – 1                                                                 | Spagna                                                                | Amichevole                                                            | -                                                                     | 46’                                                                   |
| 30-5-2004                                                             | Tunisi                                                                | Tunisia                                                               | 0 – 4                                                                 | Italia                                                                | Amichevole                                                            | -                                                                     | 46’                                                                   |
| Totale                                                                |                                                                       | Presenze                                                              | 11                                                                    |                                                                       | Reti                                                                  | 0                                                                     |                                                                       |

## Palmarès

### Club
- Coppa Italia: 3

Parma: 2001-2002
Roma: 2006-2007, 2007-2008
- Supercoppa italiana: 1

Roma: 2007
- Coppa di Turchia: 1

Beşiktaş: 2010-2011
- Canadian Championship: 2

Montréal Impact: 2013, 2014

### Nazionale
- Campionato d'Europa Under-21: 1

Slovacchia 2000
- Bronzo olimpico: 1

Atene 2004